# Alusianus
Alusianus van Bulgarije (ca. 1000 - na 1068) was een Bulgaars en Byzantijns edelman, die in 1041 korte tijd tsaar van Bulgarije was.
Alusianus was de tweede zoon van tsaar Ivan Vladislav van Bulgarije en zijn vrouw Maria. Hij steunde zijn oudere broer tsaar Fruzin (Presianus II) in het verzet tegen de annexatie van Bulgarije door keizer Basileios II Boulgaroktonos. De broers konden het Byzantijnse leger een aantal maanden weerstaan in het gebied rond de berg Tomorr (in Zuid-Albanië) maar werden door een blokkade in 1018 tot overgave gedwongen. Alusianus werd opgenomen in de Byzantijnse aristocratie en werd bestuurder van Erzurum (stad). Door zijn huwelijk met een rijke Armeense edelvrouw verwierf hij grote bezittingen. Hij bekleedde ook belangrijke militaire functies onder keizer Michaël IV Paphlagon. Na enige tijd raakte hij uit de gunst en werd een deel van zijn bezittingen geconfisqueerd.
Toen in 1040 een opstand uitbrak in Bulgarije onder zijn neef Peter Delyan, sloot Alusianus zich bij die opstand aan. Hij kreeg een leger om Thessaloniki (stad) te veroveren maar hij werd verslagen en moest zich met grote verliezen terugtrekken. De spanningen tussen Peter en Alusianus liepen op omdat Peter Alusianus niet vertrouwde: Alusianus was een mogelijke concurrent voor Peters positie als tsaar en er waren geruchten dat de nederlaag bij Thessaloniki was te wijten aan Alusianus die het Bulgaarse leger aan zijn Byzantijnse vrienden zou hebben verraden. In 1041 wachtte Alusianus niet langer af. Toen Peter dronken was tijdens een banket maakte Alusianus hem blind met een keukenmes, en sneed ook zijn neus af. Alusianus werd nu door het leger tot tsaar uitgeroepen.
Alusianus begon onderhandelingen met het Byzantijnse Rijk en bij de volgende confrontatie met het Byzantijnse leger gaf hij zich over. Hij kreeg al zijn geconfisqueerde bezittingen terug en hij kreeg een hoge functie (magistros) aan het hof. Het is bekend dat Alusianus in 1068 in Armenië was, verder wordt hij niet vermeld. Zijn nakomelingen, de Alousianoi, maken tot in de veertiende eeuw deel uit van de Byzantijnse aristocratie.
Over het verdere lot van Peter Delyan bestaan verschillende verhalen. Hij werd vermoedelijk door Alusianus aan de Byzantijnen gegeven en door hen verbannen of gedood.
Alusianus trouwde met een onbekende Armeense edelvrouw. Ze kregen de volgende kinderen:
- Basileios, magistros en ca. 1070 hertog van Edessa.
- Samuel, getrouwd met de dochter van generaal Constantijn Dalassenos, ze kregen een zoon Constantijn.
- Anna, getrouwd met Romanos IV Diogenes
- mogelijk een zoon David